# Contea di Comai
La contea di Comai (措美县S, Cuòměi XiànP) è una contea della Cina, situata nella Regione Autonoma del Tibet e amministrata dalla prefettura di Shannan.